# Pandora inflata
Pandora inflata är en musselart som beskrevs av Boss och Merrill 1965. Pandora inflata ingår i släktet Pandora och familjen Pandoridae. Inga underarter finns listade i Catalogue of Life.